# Jay Bouwmeester
Jay Daniel Bouwmeester, född 27 september 1983 i Edmonton, Alberta, är en kanadensisk professionell ishockeyback som spelar för St. Louis Blues i NHL. 
Han har tidigare spelat på NHL-nivå för Calgary Flames och Florida Panthers och på lägre nivåer för Chicago Wolves och San Antonio Rampage i AHL samt Medicine Hat Tigers i WHL.
Bouwmeester vann Stanley Cup med St. Louis Blues säsongen 2018–19.

## Klubblagskarriär

### WHL
Bouwmeesters stora genombrott som junior kom säsongen 2001–02, som blev hans sista i WHL-laget Medicine Hat Tigers. Från sin backplats noterade han 61 poäng på 61 matcher och blev invald i WHL East First All-Star Team.   

### NHL

#### Florida Panthers
Han draftades av Florida Panthers i första rundan, som 3:e spelare totalt, i NHL-draften 2002.
Säsongen därpå debuterade den 19-årige Bouwmeester i NHL, spelade alla 82 matcherna och samlade på sig 16 poäng. Första NHL-målet kom i power play 11 november 2002, mot Chicago Blackhawks.
Säsongen 2005–06 blev Bouwmeesters dittills poängbästa, med 46 poäng på 82 matcher, och han blev uttagen i Kanadas trupp till OS 2006 som ersättare till fixstjärnan Scott Niedermayer. Säsongen därpå spelade Bouwmeester sin första All Star-match och noterade totalt 42 poäng. Säsongen 2007–08 sjönk poängproduktionen ytterligare till 37 poäng men 15 av dem var mål, något som inte bara var personbästa utan även gav honom en delad sjätteplats i NHL-backarnas poängliga - framför bland andra Nicklas Lidström och Chris Pronger. 

#### Calgary Flames
Den 27 juni 2006 tradades han till Calgary Flames i utbyte mot Jordan Leopold och ett draftval i tredje rundan (Josh Birkholz) i NHL-draften 2009.

#### St. Louis Blues
Han tradades till St. Louis Blues den 2 april 2013, i utbyte mot Mark Cundari, Reto Berra och ett villkorligt draftval i första rundan 2013 (Emile Poirier). Villkoret för draftvalet var att Blues gick till slutspel, vilket de gjorde och Flames fick deras draftval i första rundan.
Han vann Stanley Cup med St. Louis Blues säsongen 2018–19.

## Landslagskarriär
Efter sin rookiesäsong med Florida Panthers, debuterade den ännu 19-årige Bouwmeester i Team Canada under VM i Finland 2003 och noterade 7 poäng på lagets väg fram till guldet efter finalseger mot Sverige. 
Året efter, i VM 2004, blev det guld igen och några månader därpå upprepades den kanadensiska triumfen även i World Cup. 
8 februari 2006 tillkännagavs att Bouwmeester skulle ersätta den skadade backstjärnan Scott Niedermayer i den kanadensiska OS-truppen, men turneringen blev en stor missräkning för Team Canada som åkte ut redan i kvartsfinal mot ett starkt Ryssland.

## Statistik

### Klubbkarriär
|            |                     |            |         | Grundserie | Grundserie | Grundserie | Grundserie | Grundserie |     | Slutspel | Slutspel | Slutspel | Slutspel | Slutspel |
| Säsong     | Lag                 | Liga       | Matcher | Mål        | Assist     | Poäng      | Utv        | Matcher    | Mål | Assist   | Poäng    | Utv      |          |          |
| ---------- | ------------------- | ---------- | ------- | ---------- | ---------- | ---------- | ---------- | ---------- | --- | -------- | -------- | -------- | -------- | -------- |
| 1998–99    | Medicine Hat Tigers | WHL        | 8       | 2          | 1          | 3          | 2          | –          | –   | –        | –        | –        |          |          |
| 1999–00    | Medicine Hat Tigers | WHL        | 64      | 13         | 21         | 34         | 26         | –          | –   | –        | –        | –        |          |          |
| 2000–01    | Medicine Hat Tigers | WHL        | 61      | 14         | 39         | 53         | 44         | –          | –   | –        | –        | –        |          |          |
| 2001–02    | Medicine Hat Tigers | WHL        | 61      | 11         | 50         | 61         | 42         | –          | –   | –        | –        | –        |          |          |
| 2002–03    | Florida Panthers    | NHL        | 82      | 4          | 12         | 16         | 14         | –          | –   | –        | –        | –        |          |          |
| 2003–04    | San Antonio Rampage | AHL        | 2       | 0          | 1          | 1          | 2          | –          | –   | –        | –        | –        |          |          |
|            | Florida Panthers    | NHL        | 61      | 2          | 18         | 20         | 30         | –          | –   | –        | –        | –        |          |          |
| 2004–05    | San Antonio Rampage | AHL        | 64      | 4          | 13         | 17         | 50         | –          | –   | –        | –        | –        |          |          |
|            | Chicago Wolves      | AHL        | 18      | 6          | 3          | 9          | 12         | 18         | 0   | 0        | 0        | 14       |          |          |
| 2005–06    | Florida Panthers    | NHL        | 82      | 5          | 41         | 46         | 79         | –          | –   | –        | –        | –        |          |          |
| 2006–07    | Florida Panthers    | NHL        | 82      | 12         | 30         | 42         | 66         | –          | –   | –        | –        | –        |          |          |
| 2007–08    | Florida Panthers    | NHL        | 82      | 15         | 22         | 37         | 72         | –          | –   | –        | –        | –        |          |          |
| 2008–09    | Florida Panthers    | NHL        | 82      | 15         | 27         | 42         | 68         | –          | –   | –        | –        | –        |          |          |
| 2009–10    | Calgary Flames      | NHL        | 82      | 3          | 26         | 29         | 48         | –          | –   | –        | –        | –        |          |          |
| 2010–11    | Calgary Flames      | NHL        | 82      | 4          | 20         | 24         | 44         | –          | –   | –        | –        | –        |          |          |
| 2011–12    | Calgary Flames      | NHL        | 82      | 5          | 24         | 29         | 26         | –          | –   | –        | –        | –        |          |          |
| 2012–13    | Calgary Flames      | NHL        | 33      | 6          | 9          | 15         | 16         | –          | –   | –        | –        | –        |          |          |
|            | St. Louis Blues     | NHL        | 14      | 1          | 6          | 7          | 6          | –          | –   | –        | –        | –        |          |          |
| 2013–14    | St. Louis Blues     | NHL        | 82      | 4          | 33         | 37         | 20         | 6          | 0   | 1        | 1        | 2        |          |          |
| 2014–15    | St. Louis Blues     | NHL        | 72      | 2          | 11         | 13         | 24         | 6          | 0   | 0        | 0        | 2        |          |          |
| 2015–16    | St. Louis Blues     | NHL        | 72      | 3          | 16         | 19         | 18         | 20         | 0   | 4        | 4        | 24       |          |          |
| 2016–17    | St. Louis Blues     | NHL        | 81      | 1          | 14         | 15         | 28         | 11         | 0   | 0        | 0        | 4        |          |          |
| 2017–18    | St. Louis Blues     | NHL        | 35      | 2          | 5          | 7          | 16         | –          | –   | –        | –        | –        |          |          |
| 2018–19    | St. Louis Blues     | NHL        | 78      | 3          | 14         | 17         | 40         | 26         | 0   | 7        | 7        | 18       |          |          |
| NHL totalt | NHL totalt          | NHL totalt | 1184    | 87         | 328        | 415        | 615        | 75         | 0   | 13       | 13       | 50       |          |          |

### Internationellt
| År            | Lag           | Turnering     |               | Matcher | Mål | Assist | Poäng | Utv |
| ------------- | ------------- | ------------- | ------------- | ------- | --- | ------ | ----- | --- |
| 2000          | Kanada        | JVM           | 7             | 0       | 0   | 0      | 2     |     |
| 2001          | Kanada        | JVM           | 7             | 0       | 2   | 2      | 6     |     |
| 2002          | Kanada        | JVM           | 7             | 0       | 2   | 2      | 10    |     |
| 2003          | Kanada        | VM            | 9             | 3       | 4   | 7      | 4     |     |
| 2004          | Kanada        | VM            | 9             | 2       | 1   | 3      | 0     |     |
| 2004          | Kanada        | WC            | 4             | 0       | 0   | 0      | 0     |     |
| 2006          | Kanada        | OS            | 6             | 0       | 0   | 0      | 0     |     |
| 2008          | Kanada        | VM            | 9             | 0       | 0   | 0      | 4     |     |
| 2012          | Kanada        | VM            | 8             | 0       | 2   | 2      | 0     |     |
| 2014          | Kanada        | OS            | 6             | 0       | 1   | 1      | 0     |     |
| Junior totalt | Junior totalt | Junior totalt | Junior totalt | 21      | 0   | 4      | 4     | 18  |
| Senior totalt | Senior totalt | Senior totalt | Senior totalt | 51      | 5   | 8      | 13    | 8   |